# Alice i Underlandet (film, 1933)
Alice i Underlandet är en amerikansk pre-code film från 1933 i regi av Norman Z. McLeod. Filmen är baserad på Lewis Carrolls böcker Alice i Underlandet (1865) och Alice i Spegellandet (1871). Några av rollerna i denna påkostade film spelas av W.C. Fields, Edna May Oliver, Cary Grant, Gary Cooper, Edward Everett Horton och i huvudrollen som "Alice" ses 19-åriga Charlotte Henry.

## Rollista i urval
- Richard Arlen - Kenny the Cheshire Cat
- Roscoe Ates - Fish
- William Austin - Gryphon
- Gary Cooper - White Knight
- Leon Errol - Uncle Silbert
- Louise Fazenda - White Queen
- W.C. Fields - Humpty Dumpty
- Alec B. Francis - King of Hearts
- Richard "Skeets" Gallagher - Rabbit
- Cary Grant - Mock Turtle
- Ethel Griffies - The Governess (ej krediterad)
- Lillian Harmer - Cook
- Charlotte Henry - Alice
- Sterling Holloway - Frog
- Edward Everett Horton - Fred the Hatter
- Roscoe Karns - Tweedle Dee
- Baby LeRoy - Joker
- Mae Marsh - Sheep
- Polly Moran - Dodo Bird
- Jack Oakie - Tweedle Dum
- Edna May Oliver - Red Queen
- May Robson - Queen of Hearts
- Charlie Ruggles - March Hare
- Jackie Searl - the Dormouse
- Alison Skipworth - Duchess
- Ned Sparks - Caterpillar
- Ford Sterling - White King